# Arin Ilejay
Arin Ilejay, rodným jménem Richard Arin Ilejay (* 17. února 1988), je bývalý bubeník americké hard rockové kapely Avenged Sevenfold. Kapelu doprovázel na turné od roku 2011 jako náhradní bubeník za Mika Portnoye, který dočasně zastupoval zesnulého Jamese Sullivana. V roce 2013 se stal oficiálním členem kapely. 23. července 2015 vydala kapela prohlášení, ve kterém oznámila konec spolupráce s Arinem. Před připojením k Avenged Sevenfold hrál v metalcorové kapele Confide.

## Život
Narodil se ve městě Ventura v Kalifornii. Mimo americké má i filipínské, mexické, nizozemské a německé kořeny. Oba jeho rodiče jsou muzikanti, otec je profesionální kytarista a matka je gospelová zpěvačka. Arin začal na bubny hrát v devíti letech, kdy ho jeho otec učil základy funku, jazzu, rocku a latinskoamerické hudby.

## Kariéra

### Confide
Než začal hrát v Avenged Sevenfold, byl členem americké metalcorové kapely Confide. Zde působil v letech 2007 až 2009.

### Avenged Sevenfold
V lednu 2011 vydala kapela Avenged Sevenfold toto prohlášení:
"Nedávno jsme se zeptali několika přátel, kteří znali Jimmyho a jeho styl, naši hudbu a naše povahy, aby nám pomohli s výběrem bubeníka pro nadcházející turné. Náš dlouhodobý technik Mike Fasano doporučil Arina Ilejaye. S Arinem jsme zkoušeli a byli jsme ohromení jeho dovedností a přístupem. Jsme nadšení, že s Arinem můžeme vystupovat a doufáme, že se mu od vás dostane vřelého přijetí do té rodiny, kterou spolu tvoříme."
Ilejay nahradil bývalého bubeníka Dream Theater Mika Portnoye, který dočasně zastupoval zesnulého Sullivana. První koncert, ještě jako neoficiální člen, odehrál s kapelou 20. ledna 2011 v Readingu v Pensylvánii. Jeho nahrávky jsou slyšet na dvou singlech, Not Ready to Die, která zazněla ve hře Call of Duty: Black Ops, a Carry On, která zazněla v Call of Duty: Black Ops II.
První koncert jako člen Avenged Sevenfold odehrál 9. srpna 2013 v americkém městě Mashantuckt, těsně před vydáním alba Hail to the King, které bylo vydáno 27. srpna 2013.

#### Konec v Avenged Sevenfold
23. července 2015 se na oficiálních stránkách Avenged Sevenfold objevilo prohlášení, ve kterém kapela oznámila konec spolupráce s Arinem Ilejayem:
"Ahoj všichni –
tohle píšeme, abychom Vás všechny informovali o tom, že dál pokračujeme bez Arina Ilejaye. Arin pro nás za ty poslední čtyři roky nebyl nic jiného, než pozitivní energie a monstrum za bubny. Milujeme ho a vždycky budeme. Jsme mu vděční za to, že nám pomohl se dostat skrz obtížné období, ve kterém jsme byli a nikdy mu to nezapomeneme. Ale co se týče tvorby, cítili jsme, že potřebujeme jít jiným směrem. I když teď nemůžeme říct víc, těšíme se na to, co přinese budoucnost a těšíme se, až budeme moci naše plány sdílet s těmi nejlepšími fanoušky na světě. Jako vždy si ceníme vašeho porozumění a nekonečné podpory.
S láskou –
Matt, Zack, Brian, Johnny"

## Diskografie

### Confide
- Shout the Truth (2008)
- Shout the Truth (reedice) (2009)

### Avenged Sevenfold
- "Not Ready to Die" (2011)
- "Carry On" (2012)
- Hail to the King (2013)

## Vybavení
Ilejay momentálně používá bubny od firmy DW, membrány Remo a činely Zildjian.